# 1043 Beate
1043 Beate este un asteroid din centura principală, descoperit pe 22 aprilie 1925, de Karl Reinmuth.